# Marching cubes

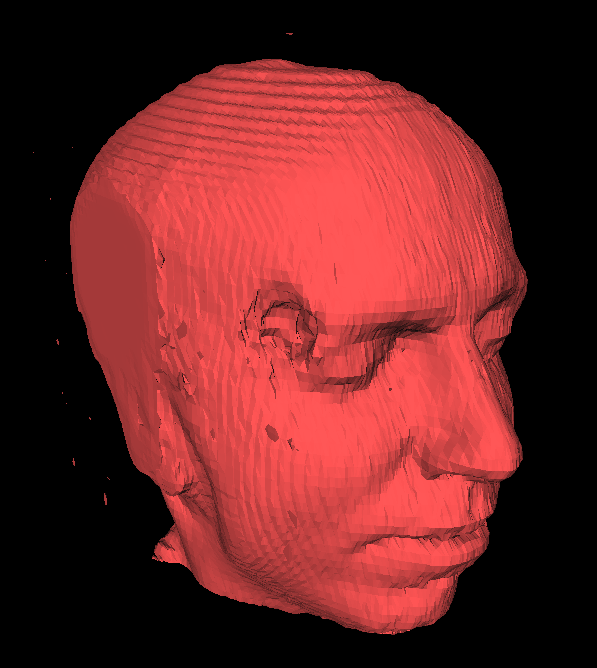
Cabeça e estruturas cerebrais (escondidas) extraída de 150 fatias de um MRI usando marching-cubes (cerca de 150.000 triângulos)

Marching cubes (cubos marchantes, numa tradução direta para o português) é um algoritmo da computação gráfica, publicado em 1987 nos artigos do SIGGRAPH por Lorensen e Cline, para a extração de malhas geométricas de isosuperfícies a partir de um campo escalar tridimensional (algumas vezes chamados de voxels). Esse artigo é um dos mais citados no campo da computação gráfica. As aplicações desse algoritmo são mais focadas com visualização médica, tais como tomografia computacional axial e leitura de imagens por ressonância magnética, assim como efeitos especiais ou modelagem 3D com o que se chama metaballs ou outras meta-superfícies. Um método análogo bidimensional se chama algoritmo marching squares.